# 野辺山SLランド
野辺山SLランド（のべやまエスエルランド）は、長野県南佐久郡南牧村野辺山181-1にかつて存在した遊園地である。

## 概要
1986年（昭和61年）8月に開園。八ヶ岳東麓の野辺山高原の、JRグループの最高標高地点（1.375m）の近くに開設された0.1haの小規模な遊園地であり、園内には軽便鉄道規格の遊戯鉄道が設けられ、動態保存の蒸気機関車（SL）およびディーゼル機関車（DL）が運行されていた。また、その他にも遊具・乗り物やメインハウスや土産物売り場などがあった。
この遊戯鉄道は小海線よりさらに標高の高い位置を走行しており、また日本一標高の高い場所を走行する動態保存中の蒸気機関車でもあった。
2018年（平成30年）8月31日を以て閉園し、跡地には動物病院「のべやま動物診療所」が開設されている。

## 利用情報
- 営業時間：9：00 - 17：00
- 休園日：火曜日（ただし、祭日および7月20日 - 8月31日は無休）
- 営業期間：2012年（平成24年）は、4月25日 - 11月11日
- 入園料：無料（ただし、乗り物は有料）
- 駐車料：無料（普通車40台収容可）
- その他：ペット連れで入園可能（ただし、ペットの乗り物利用は不可）

## 施設
詳細はこちら①②も参照。

### 機関車
台湾糖業公司（台糖）の専用線で使用された蒸気機関車、および木曽森林鉄道（長野営林局王滝営林署）で使用されたディーゼル機関車の動態保存運転を行っており、敷地の外周部に敷設された軌間762mmで一周350mの周回線上を走行していた。機関車に牽引される客車は2両で、進行方向前側の車両がオープンタイプ、後側の車両がアーチ形の透明な屋根を持つ窓つきタイプとなっていた。軌道上には踏切もあった。
運行時間は10:10 - 16:10発の30分間隔。土休日とゴールデンウィーク・夏休みは蒸気機関車、平日はディーゼル機関車の運転となっていた。
SL 362号
台湾糖業の渓湖糖廠の専用線で使用されていた蒸気機関車で、 1948年（昭和23年）にベルギーのアングロ・フランコ・ベルジ社で製造された。製造時から「チュービッツ」の愛称がつけられていた。野辺山SLランドでは廃車後に放置されていた物を1986年（昭和61年）の開園時に購入し、開園当初は後述のディーゼル機関車が無火の同機と客車を牽引していたが、1988年（昭和63年）に動態復元されゴールデンウィークから運行を開始した。当初は現役時代の姿のまま復元する予定だったが、国内の安全基準の関係上既存のボイラーを修復して使用することは困難だったため、運転台の後部を拡張して別の灯油ボイラーとディーゼル発電機を搭載する改造を行い、ここから蒸気を供給して機関車を駆動する形が取られた。
閉園後は鉄道模型メーカーの関水金属に譲渡され、埼玉県鶴ヶ島市に2024年（令和6年）6月9日に開園した「KATO Railway Park」にて「OLIVER（オリバー）」号として動態保存されている。富山県内の工場でイギリス風のスタイルに改装するなどの整備が行われており、増設された灯油ボイラーとディーゼル発電機は撤去されて既存のボイラーを小型の灯油ボイラーに換装、後部に電源供給用の小型貨車「OLIVE（オリーブ）」号を連結する形が取られている。
DL 1号（木曽118号）
1952年（昭和27年）に酒井工作所で製造されたA型ディーゼル機関車で、木曽森林鉄道で使用されていた。野辺山SLランドでの運行に当たり、赤色に白帯の塗装に変更された。
閉園後は岐阜県下呂市の小坂森林鉄道研究会に譲渡され、下呂市内のスーパー銭湯「巌立峡ひめしゃがの湯」で保存されている。
DL 2号（木曽60号）
1936年（昭和11年）に酒井工作所で製造されたA型ディーゼル機関車で、製造時はガソリン機関車だった。これも木曽森林鉄道で使用されていた。
DL 3号（関東特殊製鋼143号）
1964年（昭和39年）に酒井工作所で製造されたA型ディーゼル機関車。他のDL2両とは異なり、関東特殊製鋼の工場内の専用線で使用されていた物を1999年（平成11年）に譲受した。
閉園後は関水金属に譲渡され、前述の「KATO Railway Park」にて「BILLY（ビリー）」号として動態保存されている。
井笠7号
メインハウスの横に静態保存されていた。閉園後は古河機械金属古河足尾歴史館（栃木県日光市）に譲渡され、保存展示している。なお歴史館は2024年（令和6年）11月24日に閉館され、ボランティアグループ「あしおトロッコ館」が営業を引き継いでいる。
SL 363号
362号の同型機で、廃車後に千葉県の個人が保存していた物を2008年（平成6年）に購入した。こちらはほぼ原形のまま静態保存（非公開）されていた。閉園後は関水金属に譲渡され、一時期DL3号と共に鶴ヶ島市役所に展示された後関水金属の新工場の敷地に搬入されたが、その後の動向は不明。

### 乗り物
スイスレーティッシュ鉄道
スイスのレーティッシュ鉄道を模した乗り物（電動遊具）で、Gem4/4形機関車「ベルニナ号」の1/20スケールの機関車が牽引する4人乗りのミニ列車。両端がループ線になった軌間191mm、全長380mの路線を走行する形で、進行方向前側の客車に設置されたマスコンを、乗客自身が操作して運転する。
バッテリーカー
バッテリー駆動の電動遊具で、1人乗りと2人乗りの2種類12台があった。
レインボートレイン
8の字形の路線を走る、SL列車風のミニ列車（電動遊具）。2人乗りで、ブラスト音の効果音あり。
ゴジラメリー
「ゴジラ」シリーズのキャラクターを使用した小型（3人乗り）のメリーゴーランド。
ゴーカート
両端がループ線になったコースを走る大人向けの遊具で1人乗りと2人乗りの2種類3台があったが、末期は休止されていた。

### メインハウス
手作りオルゴールの体験工房のほか、授乳室、ゲーム機、食堂などもあった。また、身体障害者向けに車椅子専用駐車場、スロープ、トイレなどが完備されていた。
土産物売り場は客車を象った建屋となっており、オルゴールキットやSLグッズなどを販売していた。

## 交通アクセス
- 車
  - 中央自動車道須玉ICから国道141号清里方面に向かって約25km、30分
  - 中央自動車道小淵沢ICから八ヶ岳縦貫道経由国道141号小海方面に向かって約45分
  - 長野自動車道佐久ICから国道141号清里方面に向かって約75分
- 鉄道
  - JR中央本線小淵沢駅から小海線乗り換え野辺山駅下車徒歩20分（レンタサイクルあり）